# Uller
Uller (antigo nórdico: Ullr; em português: Glória) é na mitologia nórdica o deus da caça, da justiça, do inverno e considerado o patrono da agricultura. Vive em Ydalir e é um excelente arqueiro e esquiador. É o filho de Sif e enteado de Thor. Seu pai é o jontum Orvandil. A sua mulher é a gigante Skadi, que se divorciou de Njord.
O deus da caça que se sobressai na arte de manobrar o arco e a flecha e na de esquiar. Sua posição da hierarquia é ainda mais obscura do que a de Heimdall; não há mitos a respeito dele e nos últimos tempos permaneceu como um deus viquingue sem importância. Entretanto, seu nome forma um elemento em certos topônimos escandinavos, essa evidência sugerindo que ele era conhecido e cultuado no sul da Noruega e no centro da Suécia, mas não na Dinamarca. A conclusão geral é que nos tempos viquingues Ullr era uma deidade antiga e já a caminho do esquecimento.
Em outras fontes da mitologia, conta-se que o deus por algum tempo reinou em Asgard no lugar de Odin), que foi afastado pelos demais deuses em assembleia por conduta ilícita em um romance que teve. Mas o reinado de Ullr foi assaz curto, durou apenas dez anos; Odim expulsou o intruso de Asgard e novamente ocupou o trono. Ullr, então, dirigiu-se para a Suécia e lá conquistou em pouco tempo fama de grande feiticeiro e mágico; diz-se que ele possui um osso sobre o qual gravou fórmulas mágicas tão poderosas que pode dele se servir como de um navio, e atravessar os mares.

## Uller na mídia
- Uller é um personagem do jogo Smite.